# 贝伦德雷赫特-赞德弗利特-利洛
贝伦德雷赫特-赞德弗利特-利洛（荷蘭語：Berendrecht-Zandvliet-Lillo，荷蘭語發音：[ˈbeːrə(n)drɛxt ˈzɑntflit ˈlɪloː]），简称“贝扎利”（Bezali），俗称“北区”（noorderdistrict）、“圩田区”（polderdistrict），是比利时安特卫普市的一个区，是安特卫普第二大的区，于1958年由原市镇贝伦德雷赫特、赞德弗利特和利洛合并而成。